# The Subterraneans (roman)
The Subterraneans (dansk titel De underjordiske) er en roman fra 1958 af den amerikanske beatforfatter Jack Kerouac. Det er en halvfiktiv beskrivelse af hans korte romance med en sort kvinde, Alene Lee (Mardou Fox i romanen) i New York i 1953. Hun beskrives som en fri fugl, der kommer meget på jazz-klubberne og barerne i San Francisco på det tidspunkt, hvor beat-miljøet var ved at opstå. Andre kendte personer og venner af Kerouac optræder kun let forklædte i romanen. Personen Frank Carmody er baseret på forfatteren William S. Burroughs, Adam Moorad er digteren Allen Ginsberg og Larry O'Hara er Lawrence Ferlinghetti, ejeren af den berømte City Lights Bookstore i San Francisco. Selv Gore Vidal optræder som den succesrige forfatter Arial Lavalina. Kerouacs alter ego hedder Leo Percipied, og Kerouacs gode ven Neal Cassady nævnes kort i forbifarten som Leroy.

## Kritik og litterær betydning
Romanen er blevet kritiseret for at portrættere amerikanske minoritetsgrupper, især de sorte, på overfladisk vis ved at dramatisere deres ydmyge og primitive energi uden at give noget indblik i deres kultur og sociale stilling i samfundet på den tid. Jazzen og jazzkulturen spiller en central rolle i romanen – de binder Kerouacs temaer sammen og kommer til udtryk i hans "spontane" prosastil, der bruges i de fleste af hans værker.

Denne artikel er en oversættelse af artiklen The Subterraneans på den engelske Wikipedia.